# Rosa Lluch i Bramon
Rosa Lluch i Bramon (Barcelona, 11 d'octubre de 1969) és una historiadora, professora d'universitat i secretària acadèmica del Departament d'Arqueologia de la Universitat de Barcelona. Està establerta a Banyoles.
És filla de Dolors Bramon i d'Ernest Lluch. Es va llicenciar en Història Medieval i Paleografia per la Universitat de Barcelona el 1992. Lluch va obtenir el doctorat per la Universitat de Girona el 2003 amb una tesi titulada Els remences de l'Almoina del Pa de la Seu de Girona (segles XIV i XV), dirigida per Lluís To Figueras. Des de 2005 és professora d'Història a la Universitat de Barcelona.
Va participar en les eleccions al Congrés dels Diputats d'abril de 2019 per la circumscripció de Barcelona com a candidata de la llista d'En Comú Podem. De cara a les eleccions generals de novembre de 2019, va concórrer com a primera candidata d'En Comú Podem al Senat per Barcelona. Va rebre 485.354 vots.

## Obres
- Rosa Lluch Bramon. Els remences. La senyoria de l'Almoina de Girona als segles XIV i XV.  Girona: Associació d'Història Rural de les Comarques Gironines, Centre de Recerca d'Història Rural de la Universitat de Girona & Documenta Universitaria, 2005.[9]